# Joanne Züger
Joanne Züger (Svizzera, 17 novembre 2000) è una tennista svizzera.

## Biografia
Joanne Züger ha vinto 2 titoli in singolare e 2 titoli nel doppio nel circuito ITF in carriera. Il 25 luglio 2022 ha raggiunto il best ranking in singolare raggiungendo la 164ª posizione mondiale, mentre il 21 marzo 2022 ha raggiunto la 284ª posizione in doppio.

## Statistiche ITF

### Singolare

#### Vittorie (2)
| Torneo $100.000 (0) |
| Torneo $80.000 (0)  |
| Torneo $60.000 (0)  |
| Torneo $40.000 (0)  |
| Torneo $25.000 (0)  |
| Torneo $15.000 (2)  |

| N. | Data           | Torneo                                                     | Superficie | Avversaria in finale | Score               |
| 1. | 28 luglio 2019 | Open International des Contamines, Les Contamines-Montjoie | Cemento    | Célia Belle Mohr     | 7–6(2), 6-0         |
| 2. | 18 aprile 2021 | Magic Tours, Monastir                                      | Cemento    | Magali Kempen        | 7–6(4), 5-7, 7–6(5) |

#### Sconfitte (7)
| Torneo $100.000 (0) |
| Torneo $80.000 (0)  |
| Torneo $60.000 (0)  |
| Torneo $40.000 (1)  |
| Torneo $25.000 (4)  |
| Torneo $15.000 (2)  |

| N. | Data             | Torneo                                    | Superficie  | Avversaria in finale | Score         |
| 1. | 10 febbraio 2019 | Tennis Organisation Cup, Adalia           | Terra rossa | Yuki Naito           | 2-6, 6-3, 3-6 |
| 2. | 14 aprile 2019   | Tennis Organisation Cup, Adalia           | Terra rossa | Park So-hyun         | 2-6, 6-4, 4-6 |
| 3. | 18 luglio 2021   | Telavi Open, Telavi                       | Terra rossa | Suzan Lamens         | 5-7, 2-6      |
| 4. | 30 ottobre 2021  | Kiriat Motzkin Open, Kiryat Motzkin       | Cemento     | Lina Glushko         | 3-6, 4-6      |
| 5. | 6 marzo 2022     | Santo Domingo Women's Open, Santo Domingo | Cemento     | Adriana Reami        | 3-6, 5-7      |
| 6. | 2 ottobre 2022   | Lisboa Belém Open, Lisbona                | Terra rossa | Carole Monnet        | 6-1, 3-6, 2-6 |
| 7. | 22 gennaio 2023  | ITF Women's Bhopal, Bhopal                | Cemento     | Anastasija Tichonova | 4-6, 1-6      |

### Doppio

#### Vittorie (2)
| Torneo $100.000 (0) |
| Torneo $80.000 (0)  |
| Torneo $60.000 (0)  |
| Torneo $40.000 (0)  |
| Torneo $25.000 (1)  |
| Torneo $15.000 (1)  |

| N. | Data             | Torneo                         | Superficie  | Compagna       | Avversarie in finale                        | Score    |
| 1. | 1º dicembre 2018 | Egypt Women's Future, Il Cairo | Terra rossa | Nika Radišić   | Cristina Ene Michele Alexandra Zmău         | 6-3, 6-3 |
|    | 25 maggio 2019   | Magic Tours, Tabarka           | Terra rossa | Marie Mettraux | Darija Detkovskaja Stefania Rogozińska Dzik | N.D.     |
| 2. | 20 novembre 2021 | Kyotec Open, Pétange           | Cemento (i) | Xenia Knoll    | Julie Belgraver Lucie Nguyen Tan            | 6-3, 6-3 |

#### Sconfitte (3)
| Torneo $100.000 (0) |
| Torneo $80.000 (0)  |
| Torneo $60.000 (1)  |
| Torneo $40.000 (0)  |
| Torneo $25.000 (0)  |
| Torneo $15.000 (2)  |

| N. | Data              | Torneo                          | Superficie  | Compagna       | Avversarie in finale                    | Score    |
| 1. | 6 aprile 2019     | Tennis Organisation Cup, Adalia | Terra rossa | Marie Mettraux | Viktorija Micha'lova Andreea Prisăcariu | 2-6, 4-6 |
| 2. | 21 settembre 2019 | Tennis Organisation Cup, Adalia | Terra rossa | Svenja Ochsner | Rina Saigo Yukina Saigo                 | 2-6, 0-6 |
| 3. | 7 maggio 2022     | Koper Open, Capodistria         | Terra rossa | Conny Perrin   | Xenia Knoll Samantha Murray Sharan      | 3-6, 2-6 |